# جو سيويل
جو سيويل (بالإنجليزية: Joe Sewell)‏ هو لاعب كرة قاعدة أمريكي، ولد في 9 أكتوبر 1898 في مقاطعة إلمور في الولايات المتحدة، وتوفي في 6 مارس 1990 في موبيل في الولايات المتحدة.

## وصلات خارجية
- جو سيويل على موقع دوري كرة القاعدة الرئيسي (الإنجليزية)
- جو سيويل على موقعبيزبول رفرنس.كوم (الدوري الرئيسي) (الإنجليزية)
- جو سيويل على موقعبيزبول رفرنس.كوم (الدوري الثانوي) (الإنجليزية)
- جو سيويل على موقع جمعية أبحاث البيسبول الأمريكية (الإنجليزية)
- جو سيويل على موقع إي إس بي إن.كوم (أم.أل.بي) (الإنجليزية)
- جو سيويل على موقع مشجعي الرسوم البيانية (الإنجليزية)
- جو سيويل على موقع قاعة مشاهير كرة القاعدة (الإنجليزية)